# Gouvernement Cossiga II
Pour les articles homonymes, voir Cossiga.
 (septembre 2023).
Si vous disposez d'ouvrages ou d'articles de référence ou si vous connaissez des sites web de qualité traitant du thème abordé ici, merci de compléter l'article en donnant les références utiles à sa vérifiabilité et en les liant à la section « Notes et références ».
République italienne
Cossiga I Forlani
Le gouvernement Cossiga II (Governo Cossiga II, en italien) est le gouvernement de la République italienne entre le 4 avril 1980 et le 28 septembre 1980, durant la VIIIe législature du Parlement.

## Coalition et historique
Dirigé par le président du Conseil des ministres démocrate-chrétien sortant Francesco Cossiga, il est soutenu par une coalition gouvernementale entre la Démocratie chrétienne (DC), le Parti socialiste italien (PSI) et le Parti républicain italien (PRI), qui disposent ensemble de 340 députés sur 630 à la Chambre des députés, soit 54 % des sièges, et de 153 sénateurs sur 315 au Sénat de la République, soit 55,9 % des sièges.
Il a été formé à la suite de la démission du gouvernement Cossiga I, composé de la DC, du Parti socialiste démocratique italien (PSDI) et du Parti libéral italien (PLI), minoritaire au Parlement. Après le rejet de la loi de finances par les parlementaires, il cède le pouvoir au gouvernement d'Arnaldo Forlani, constitué de la DC, du PSI, du PSDI et du PRI.

## Composition

### Initiale (4 avril 1980)
- Les nouveaux ministres sont indiqués en italique, ceux ayant changé d'attributions en italique.

| Titre                                                                                         | Titulaire | Titulaire               | Parti |
| --------------------------------------------------------------------------------------------- | --------- | ----------------------- | ----- |
| Président du Conseil des ministres                                                            |           | Francesco Cossiga       | DC    |
| Ministres sans portefeuille                                                                   |           |                         |       |
| Ministre pour les Affaires régionales                                                         |           | Vincenzo Russo          | DC    |
| Ministre pour la Coordination des initiatives pour la Recherche scientifique et technologique |           | Vincenzo Balzamo        | PSI   |
| Ministre pour la Coordination des politiques européennes                                      |           | Vincenzo Scotti         | DC    |
| Ministre pour la Fonction publique                                                            |           | Massimo Severo Giannini | PSI   |
| Ministre pour les Interventions extraordinaires dans le Mezzogiorno                           |           | Nicola Capria           | PSI   |
| Ministre pour les Relations avec le Parlement                                                 |           | Remo Gaspari            | DC    |
| Ministres                                                                                     |           |                         |       |
| Ministre des Affaires étrangères                                                              |           | Emilio Colombo          | DC    |
| Ministre de l'Intérieur                                                                       |           | Virginio Rognoni        | DC    |
| Ministre des Grâces et de la Justice                                                          |           | Tommaso Morlino         | DC    |
| Ministre du Budget et de la Programmation économique                                          |           | Giorgio La Malfa        | PRI   |
| Ministre des Finances                                                                         |           | Franco Reviglio         | PSI   |
| Ministre du Trésor                                                                            |           | Filippo Maria Pandolfi  | DC    |
| Ministre de la Défense                                                                        |           | Lelio Lagorio           | PSI   |
| Ministre de l'Instruction publique                                                            |           | Adolfo Sarti            | DC    |
| Ministre des Travaux publics                                                                  |           | Francesco Compagna      | PRI   |
| Ministre de l'Agriculture et des Forêts                                                       |           | Giovanni Marcora        | DC    |
| Ministre des Transports                                                                       |           | Rino Formica            | PSI   |
| Ministre des Postes et des Télécommunications                                                 |           | Clelio Darida           | DC    |
| Ministre de l'Industrie, du Commerce et de l'Artisanat                                        |           | Antonio Bisaglia        | DC    |
| Ministre de la Santé                                                                          |           | Aldo Aniasi             | PSI   |
| Ministre du Commerce extérieur                                                                |           | Enrico Manca            | PSI   |
| Ministre de la Marine marchande                                                               |           | Nicola Signorello       | DC    |
| Ministre des Participations d'État                                                            |           | Gianni De Michelis      | PSI   |
| Ministre du Travail et de la Sécurité sociale                                                 |           | Franco Foschi           | DC    |
| Ministre du Tourisme et du Divertissement                                                     |           | Bernardo d'Arezzo       | DC    |
| Ministre pour les Biens et les Activités environnementaux                                     |           | Oddo Biasini            | PRI   |